# Colònia Molinou
La Colònia Molinou és una antiga colònia industrial, dedicada inicialment al sector tèxtil i posteriorment a la indústria paperera, del municipi de Campdevànol, al Ripollès.

## Descripció
El conjunt arquitectònic és format, a més de l'edifici industrial, per una església i habitatges dels treballadors amb serveis, situats paral·lelament i al costat a la carretera N-152, concretament al quilòmetre 111,3. Els habitatges són de tres plantes i presenten diferents estils, a causa de les reformes diverses que s'hi han anat fent. L'església es caracteritza pel seu alt campanar vuitavat amb coberta punxeguda. Es tracta d'una colònia de dimensions reduïdes que actualment es troba en un estat de conservació força dolent.

## Història
La colònia pren el nom d'un antic molí fariner, emplaçat en el mateix indret. Entre 1929 i 1930 es va substituir el molí per una fàbrica tèxtil i es van construir els habitatges. Quan va tancar la fàbrica s'hi va s'hi va instal·lar la paperera Guarro-Casas, que va arribar a tenir 160 treballadors als anys setanta-vuitanta i que va tancar a principis del 2004.
Actualment es troba a la Carretera N260 Km 121